# HK Eskil
HK Eskil är en handbollsklubb från Eskilstuna, bildad 1971. Hemmamatcherna spelas i Volvo CE Arena.
Säsongen 2013/2014 kvalade man sig upp i Allsvenskan efter att ha kvalbesegrat Vinslöv HK och RP IF. Laget åkte dock säsongen därpå ur Allsvenskan och har huserat i division 2 några säsonger. Säsongen 2023/2024 vann laget Herr 2 Mitt och spelar således 2024/2025 i Division 1 Norra.

## Herrlaget
HK Eskil är en stor plantskola och har producerat flera talanger genom åren som sökt lyckan hos större klubbar. Till exempel Richard Hanisch (47 U-kamper) som spelat i HSV Hamburg, IFK Kristianstad och Hammarby IF. Emil Berggren (15 U-kamper) som spelat i IK Sävehof, Aalborg och Redbergslids IK. Tobias Aren (14 A- & 40 U-kamper) som spelat i svenska landslaget. Fredrik Olsson (12 U-kamper) är en annan HK Eskil-produkt som via Skånela IF och Lugi HF nu är proffs i danska Skanderborg AGF Håndbold. 
HK Eskil har också fostrat flera handbollstränare ute i Sverige och internationellt. Exempel på dessa är Sveriges före detta förbundskapten Kristján Andrésson. Andra tränare som är fostrade i HK Eskil är Andreas Stockenberg, nu i Önnereds HKs herrlag, Niklas Virolainen, Önnereds HKs damlag och William Törnqvist, Alingsås HKs herrlag.

## Damlaget
På damsidan har man fostrat Sveriges meste ungdomslandskampsspelare i Rebecka Lindberg (71 U-kamper) som spelat för H65 Höör i den dåvarande Elitserien. En annan HK Eskil-produkt är Mia Lagumdzija (5 U-kamper) som spelat i Skuru IK, Kungälvs HK och som sedan 2024/2025 är proffs i danska Skanderborg. Även Caroline Hellström (13 U-kamper) som spelat i Spårvägen, är en annan HK Eskil-produkt.

## Herrtruppen
- 1. Daniel Olsson
- 12. Filip Nanberg
- 16. Melvin Gustafsson
- 22. Oliver Ilic
- 2. Jesper Hedar
- 3. Martin Anglenius
- 4. Fabian Jansen
- 5. Linus Gustavsson
- 6. Arvid Green
- 7. Filip Johansson
- 8. Viktor Cypriansen
- 9. Hugo Holmén
- 10. Albin Ahlin
- 11. Hampus Tenö
- 13. Rasmus Karlsson Pernand
- 14. Albin Österman Carling
- 15. Emil Westerlund
- 17. Thim Ahlin
- 18. Johan Rydberg
- 19. Hampus Sällström
- 20. Eric Lindkvist
- 21. Max Hennström

Huvudtränare - Ludvig Öhrbom
Assisterande tränare - Tobias Olsson
Materialförvaltare/lagledare - Jonathan Lantz & Freddie Karlsson
Sportchefer - Jesper Skog & Botvid Alentun